# Henri Joseph Anastase Perrotin
Henri Joseph Anastase Perrotin, född 19 december 1845, död 29 februari 1904, var en fransk astronom.
Kratern Perrotin på Mars och asteroiden 1515 Perrotin har namngivits efter Perrotin.

## Karriär
1873–1879 var Perrotin tillsammans med Guillaume Bigourdan assistent åt Félix Tisserand vid Tolouselaboratoriet. 1884 blev Perrotin ansvarig för Niceobservatoriet i Nice, där han arbetade fram till sin död. Under sin karriär gjorde han flera observationer på Mars, upptäckte sex asteroider, försökte bestämma Venus rotationsperiod, och räknade ut asteroiden 4 Vestas perturbation.

## Asteroider upptäckta av Perrotin
| 138 Tolosa     | 19 maj 1874       |
| 149 Medusa     | 21 september 1875 |
| 163 Erigone    | 26 april 1876     |
| 170 Maria      | 10 januari 1877   |
| 180 Garumna    | 29 januari 1878   |
| 252 Clementina | 11 oktober 1885   |